# Gornja Koprivna
Gornja Koprivna falu Bosznia-Hercegovinában, a Bosznia-hercegovinai Föderáció Una-Szanai kantonjában.

## Fekvése
Bosznia-Hercegovina északnyugati részén, Bihácstól légvonalban 22, közúton 32 km-re, Cazin központjától légvonalban 5, közúton 10 km-re északkeletre levő dombos vidéken, a Koprivska-patak völgyében fekszik. 

## Népessége
| Nemzetiségi csoport | Népesség 1991 | Népesség 2013 |
| ------------------- | ------------- | ------------- |
| Szerb               | 1             | 0             |
| Bosnyák             | 1533          | 1712          |
| Horvát              | 1             | 1             |
| Jugoszláv           | 2             | 0             |
| Egyéb               | 3             | 24            |
| Összesen            | 1540          | 1737          |

## Története
A Gornja Koprivna-i muszlim gyülekezet következő településekből áll: Centar, Durakovići, Orlići, Osmancevici, Velagići, Mizići, Urga, Bećkanovići, Velići, Šehiti, Bečići, Civići és Keranovići. A gyülekezetnek 280 háztartása van. Az első mecset a 19. század második felében épült. A meglévő régi mecsetet 1960-ban renoválták. Mérete 10x12 m, kőből épült, a minaret pedig fából készült. A helyszűke és a gyülekezeti igények miatt 1999-ben, a régivel szemben, 1999-ben új, 14x18 m méretű, félhold alakú mecsetet, valamint a hozzá tartozó épületeket kezdték el építeni. A gyülekezeti épületben a baloldalon 24x6 m területen a férfiak (férfi mosdó, kazánház, iroda és mekteb), a bal oldalon 12x5 m területen a nők (női mosdó és gasulhana) számára alakítottak ki helyiségeket. A mecsetet a gyülekezet tagjai építették, építőmestere Arif Civić volt, a projektet és a munkafelügyeletet Muhamed Beganović mérnök látta el. A mecset jobb sarkába épült a minaret (magassága 47 m) a mellette levő szökőkúttal, a minaret építője Zuhdija Imamović volt. Az újonnan épült mecset megnyitó ünnepsége 2005. augusztus 27-én volt, a mecsetet Mevlid Velić - Điđo gyülekezeti tag nyitotta meg.
A legrégebbi helyi gyülekezeti tagok hagyománya szerint a gyülekezet imámjai a következők voltak: Dedo Abdagić efendi Slatinából (Cazin) mintegy 30 évig, 1945-ig szolgált itt. Asim Mahmutović (1945-1947), Sulejman Ljubijankić (1947-1948), Mehmed Džakić (több hónapig 1948-ban), Handukić efendi (rövid ideig 1948-ban), Shefkija Hadžipašić (1949-1954), Hamid Memić (1954-1955, aki itt költözött a túlvilágba és itt temették el), Muharem Memagić (1955-1958), Mehmed Sinanović (1959-1962), Hazim Ćoralić (1962-1964), Abdullah Hasanagić (1965-1972), Ahmet Huskić (1973-1975), Nuria Kazaferović (1976-1979), Beshir Duraković (1979-1992) és Ismet Barčić efendi Kalesijából, aki 1992-től napjainkig szolgál a gyülekezetben.

## Nevezetességei
- A falu mecsetét 1999 és 2005 között építették, és az év augusztus 27-én nyitották meg.